# Julienne-Sophie de Danemark
Julienne Sophie (18 février 1788, à Copenhague – 9 mai 1850, à Copenhague) est une princesse de Danemark, fille de Frédéric de Danemark (1753-1805), qui est lui-même un des plus jeunes fils du roi Frédéric V de Danemark dans son second mariage avec la reine Juliane-Marie de Brunswick.

## La famille
La princesse Julienne Sophie est la fille aînée et le deuxième enfant survivant du Prince héritier, Frédéric de Danemark, et de son épouse Sophie-Frédérique de Mecklembourg-Schwerin, fille de Louis de Mecklembourg-Schwerin et de Charlotte de Saxe-Cobourg-Saalfeld. 
La réelle paternité de la princesse Julienne et de ses trois frères et sœurs est discutée, et il est largement admis que le père des enfants de Sophie-Frédérique est un adjudant, Frédéric von Blücher.

## Biographie
Lorsque Julienne est née, son demi-oncle, le roi Christian VII de Danemark est le monarque régnant, et son héritier est son cousin, le Prince héritier, le futur roi Frédéric VI de Danemark.
Quelques années avant la naissance de Julienne, le contrôle du royaume a été dans les mains de sa grand-mère la Reine Douairière Julienne Marie, en l'honneur de qui elle est nommée, et son père, mais un coup d'état mené par le prince héritier a privé sa famille du pouvoir. Lorsque Julienne est enfant, il y a encore beaucoup de tension entre les deux branches de la famille royale, mais finalement, ils se sont mariés les uns des autres.
Julienne vit les premières années de sa vie avec le reste de la famille royale au Palais de Christiansborg, mais après que le palais ait été détruit par un incendie en 1794, le prince héréditaire Frédéric déménage avec sa famille dans un manoir au Palais d'Amalienborg. Sa mère Sophie-Frédérique est morte la même année, peu de temps après le déménagement.
En 1803, Julienne fait sa Confirmation avec son frère Christian (VIII) et sa sœur, Louise-Charlotte de Danemark à la chapelle, à Palais de Frederiksberg, la résidence d'été de la famille royale.

## Mariage
Le 22 août 1812, à Palais de Frederiksberg, Julienne Sophie épouse Landgrave Guillaume de Hesse-Philippsthal-Barchfeld, (Barchfeld, 10 août 1786 – Copenhague, le 30 novembre 1834). Guillaume étaestit le fils de Adolphe de Hesse-Philippsthal-Barchfeld et de Louise de Saxe-Meiningen.
Guillaume vit au Danemark à partir d'un jeune âge et a une brillante carrière militaire, et est un homme populaire et respecté dans la capitale danoise.
Le mariage est heureux et est fondée sur les véritables sentiments des deux parties. Le couple n'a pas d'enfants, apparemment parce que Julienne avait peur de mourir lors de l'accouchement. Guillaume a une maîtresse avec qui il a cinq filles. Le couple a un manoir à Copenhague et comme une résidence d'été, ils ont Palais de Fredensborg au nord de la capitale.

## Succession au trône danois
Le roi Frédéric VI n'a pas de fils, de sorte qu'il est devenu clair pour les danois que le trône passerait au frère aîné de Julienne, le prince Christian. En 1821, sa branche de la famille royale est élevée au rang d'Altesse Royale à la place de "Altesse" qui est le rang normal pour les enfants du plus jeune fils des rois danois.
Lorsque le neveu de Julienne, Frédéric VII de Danemark devient le roi, en 1848, elle est deuxième dans la ligne de succession après son frère, Ferdinand, prince héréditaire de Danemark , qui est le seul homme survivant de la famille royale outre le roi. Cependant, il y avait déjà des discussions politiques sur la sécurisation de la Monarchie danoise, qui se composa de plusieurs états qui ont des lois différentes concernant les droits des femmes dans la succession, en donnant le trône à une personne qui pourrait garder les différentes parties ensemble et Julienne accepte.
Elle est morte en 1850, peu de temps avant que la succession ne soit réglée en faveur de sa sœur et du beau-fils de cette dernière, le futur Christian IX de Danemark.